# Републикански път III-807
Републикански път IIІ-807 е третокласен път, част от Републиканската пътна мрежа на България, преминаващ по територията на Хасковска и Старозагорска област. Дължината му е 11,8 km.
Пътят се отклонява наляво при 278,5 km на Републикански път I-8 в центъра на село Върбица и се насочва на север през Горнотракийската низина. Преминава през село Скобелево, пресича река Марица, навлиза в Старозагорска област и на 1,9 km западно от село Зетьово се съединява с Републикански път III-663 при неговия 4,7 km. От повече от 5 години мостът над река Марица северно от село Скобелево е затворен поради опасност от срутване и на практика пътят в този си участък е неизползваем към месец юни 2014 г.
| Пътища, отклоняващи се надясно (населено място, № на пътя, посока на пътя) | Км   | Пътища, отклоняващи се наляво (посока на пътя, № на пътя, населено място) |
| -------------------------------------------------------------------------- | ---- | ------------------------------------------------------------------------- |
| Община Димитровград, Област Хасково, I-8, 278,5 km, с. Върбица ←           | 0,0  | ← с. Върбица, 278,5 km, I-8, Област Хасково, Община Димитровград          |
| (за с. Сталево) общински път, с. Скобелево ←                               | 5,4  | → с. Скобелево, общински път (за с. Караджалово)                          |
| Община Чирпан, Област Стара Загора                                         | 7,8  | Област Стара Загора, Община Чирпан                                        |
| (до гр. Симеоновград) III-663, 4,7 km ←                                    | 11,8 | ← 4,7 km, III-663 (от гр. Чирпан)                                         |